# Hydropsyche placoda
Hydropsyche placoda là một loài Trichoptera trong họ Hydropsychidae. Chúng phân bố ở miền Tân bắc.